# جوایز فرهنگ و هنر عامه کره‌ای
جوایز فرهنگ و هنر عامه کره‌ای (انگلیسی: Korean Popular Culture and Arts Awards; کره‌ای: 대한민국 대중문화예술상) یک مراسم جوایز سالانه دولتی در کره جنوبی به میزبانی سازمان محتوای خلاق کره وابسته به وزارت فرهنگ، ورزش و جهانگردی است. در این مراسم که نخستین بار در سال ۲۰۱۰ برگزار شد، «از کسانی که در گسترش فرهنگ پاپ معاصر و فعالیت‌های هنری نقش داشته‌اند، از جمله بازیگران، خوانندگان، کمدین‌ها و مدل‌ها، تجلیل می‌شود.»